# Autotransformator

Schemat elektryczny autotransformatora

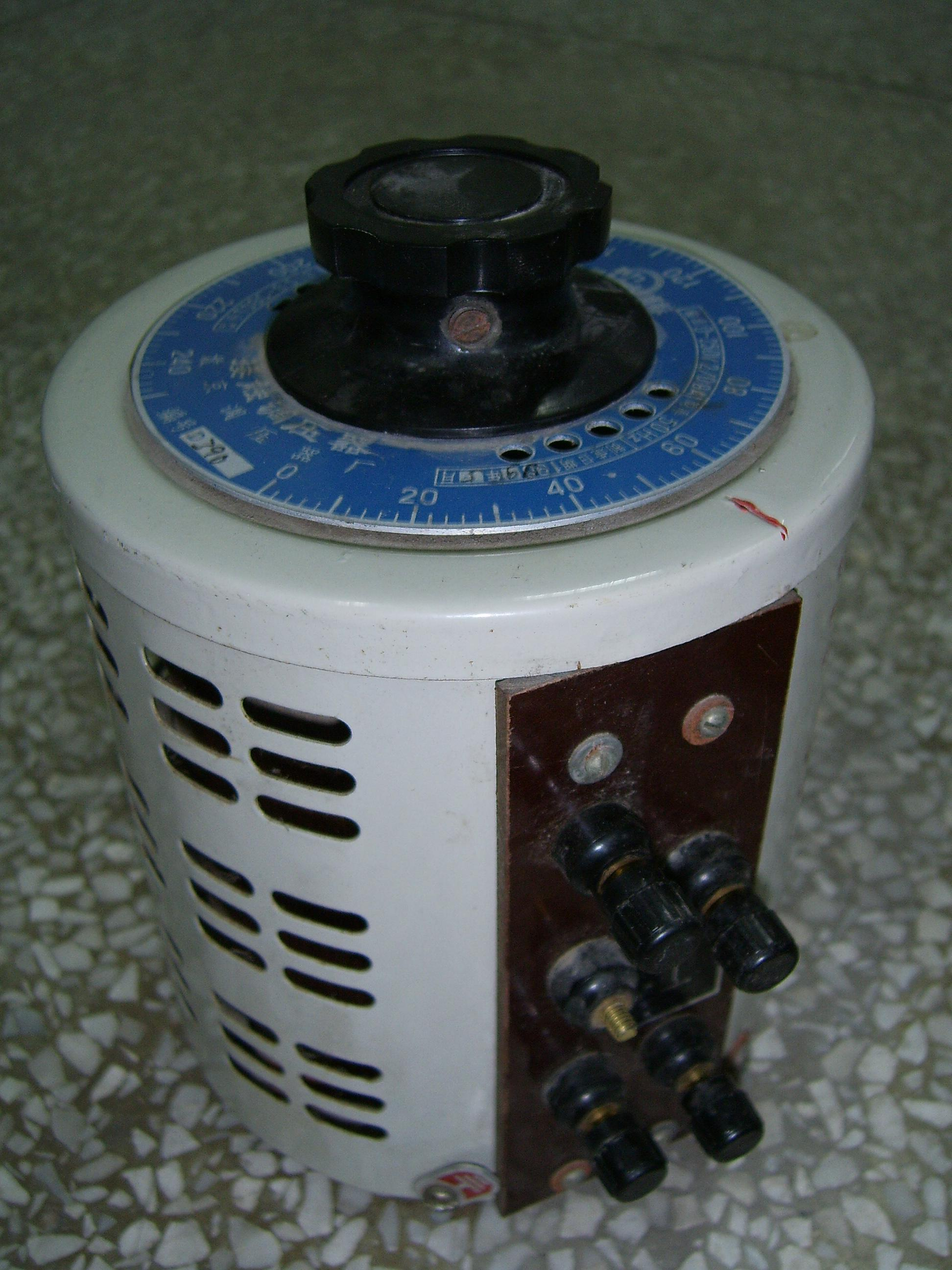
Autotransformator laboratoryjny

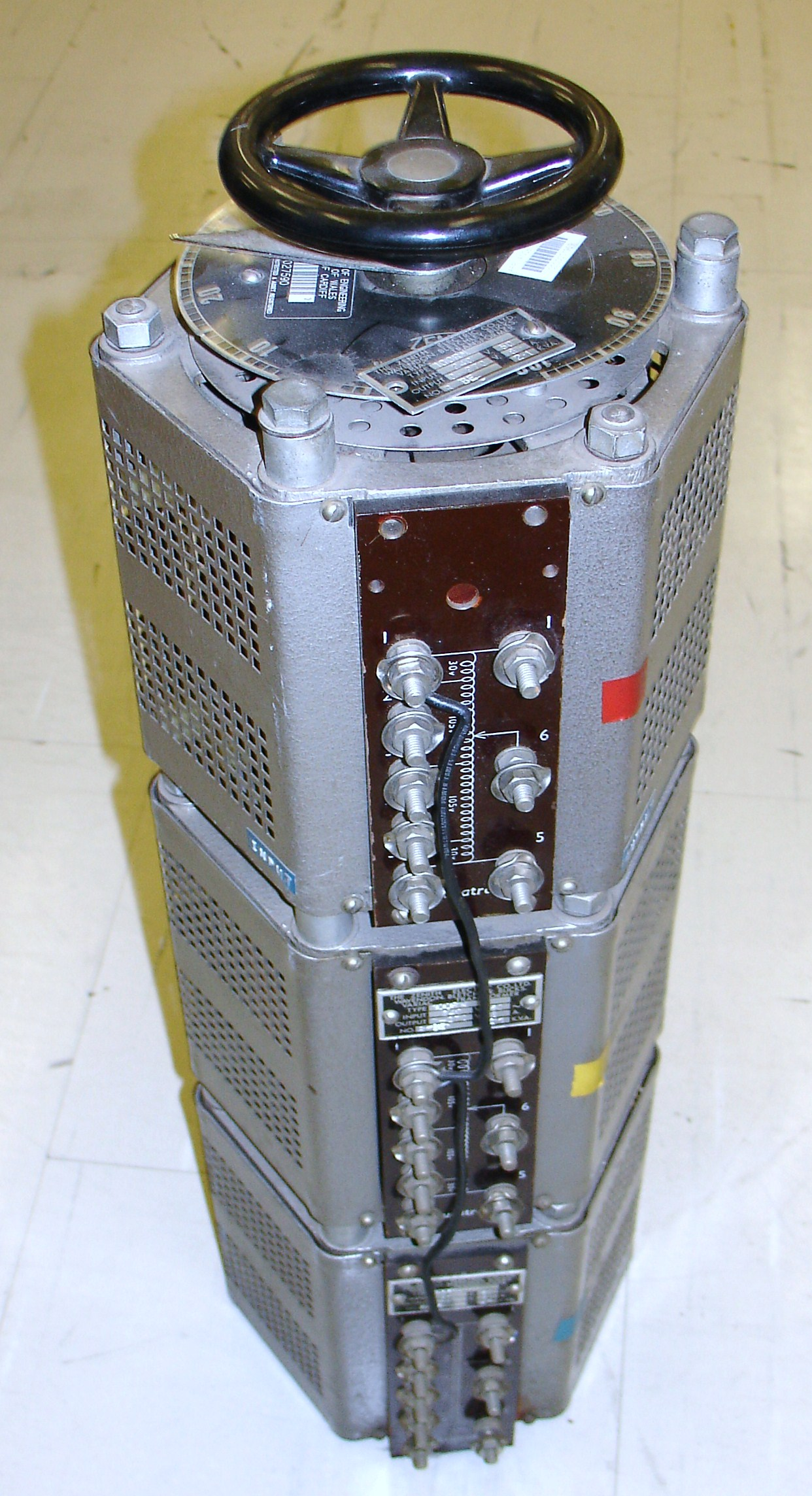
Autotransformator trójfazowy

Autotransformator to specjalny transformator, w którym jest tylko jedno uzwojenie spełniające jednocześnie rolę pierwotnego i wtórnego. Autotransformator może mieć przekładnię stałą (stały stosunek liczby zwojów uzwojeń pierwotnego i wtórnego) lub też zmienną.
Autotransformator używany jest w elektroenergetyce (zamiast transformatora) gdy zachodzi potrzeba transformacji napięcia z niewielką przekładnią (np. 220 kV/110 kV), wiąże się to bowiem z oszczędnością materiałów zużytych na budowę urządzenia, łatwiejszym transportem itd. Moc własna autotransformatora różni się od jego mocy przechodniej i dla niewielkich wartości przekładni (np. dwukrotne obniżenie napięcia) autotransformator charakteryzuje się współczynnikiem stosunku mocy do wielkości urządzenia lepszym niż ma to miejsce dla transformatora. Autotransformatory elektroenergetyczne często pracują ze stałą przekładnią, lub zmienianą skokowo przez odczepy.
W laboratoriach często używane są autotransformatory z płynną regulacją z uzwojeniem nawiniętym na toroidalnym rdzeniu. Zmianę przekładni uzyskuje się przez przesuwanie szczotki węglowej, zazwyczaj bezpośrednio przymocowanej do odpowiedniego pokrętła. Umożliwia to płynną regulację napięcia przeważnie w zakresie 0% - 130% napięcia zasilania lub rzadziej 90%-110%.
Stosuje się również trójfazowe autotransformatory, które w praktyce zbudowane są z trzech urządzeń jednofazowych, w których wszystkich szczotki są przymocowane do tego samego elementu obracającego. Zmiana położenia pokrętła pozwala więc na jednoczesną regulację napięcia we wszystkich fazach. 
Autotransformator nie zapewnia separacji galwanicznej, gdyż istnieje połączenie elektryczne pomiędzy obwodami wejścia i wyjścia.
Firma General Radio Corporation przez wiele lat (od 1934 roku) produkowała autotransformatory pod zarejestrowanym znakiem towarowym Variac (ang. Variable Alternating Current Transformer – regulowany transformator prądu przemiennego). 
W praktyce najczęściej występują autotransformatory jedno- i trójfazowe z odczepami, pozwalające na skokową zmianę napięcia wyjściowego, oraz autotransformatory z tak zwaną płynną regulacją napięcia wyjściowego. Autotransformatory z uwagi na mniejsze zużycie materiałów znajdują wiele zastosowań w przemyśle i energetyce. Ciekawą aplikacją są autotransformatory rozruchowe wykorzystywane podczas rozruchu silników indukcyjnych dużej mocy.